# 신고정
신고정(神郷町)은 오카야마현 북서부 아테쓰군에 있던 정이다. 히로시마현 및 돗토리현과 접했다. 현재는 합병에 의해 니미시가 되었고, 정사무소는 니미시청이 사용하고 있다.

## 역사
- 1889년 6월 1일 - 정촌제 시행과 함께 데쓰타군 가쿠미촌, 신고촌이 성립하였다.
- 1900년 4월 1일 - 데쓰타군, 아가군과 합병으로 아테쓰군 가쿠미촌, 신고촌이 되었다.
- 1955년 5월 1일 - 아테쓰군 가쿠미촌, 신고촌의 2촌이 합병, 정으로 승격해 신고정이 되었다.
- 2005년 3월 31일 - 니미시 (초대), 아테쓰군 오사정, 뎃타정, 뎃세이정과 대등 합병으로 신 니미시가 되었다.

## 교통

### 도로
- 주고쿠 자동차도
- 국도 제182호선

### 철도
- 서일본 여객철도
  - 하쿠비 선
  - 게이비 선